# Seitengewehr 98
Seitengewehr 98, также известный как «Клинок мясника» — штык-нож, используемый Германской империей вместе с винтовкой Gewehr 98. Был разработан в ответ на французский штык-нож Épée-Baïonnette Modèle 1886.

## Описание
Seitengewehr 98 — штык-нож, который шёл в комплекте к винтовке Mauser 98. Ему на смену пришёл Seitengewehr 98/02, с более коротким и прочным 44-см лезвием. Вскоре последовал Seitengewehr 98/05 с ещё более коротким 35-см лезвием. Все штык-ножи крепились через Т-образную планку, установленную под стволом, хотя во многих штык-ножах того времени использовалось дульное кольцо. Mauser избегал его, поскольку кольцо изменяло гармоники вибрации ствола при выстреле, влияя на точность. Все штык-ножи имели крестовины, загнутые назад к рукояти. Они были гораздо менее эффективны при захвате лезвия противника, чем иглы, направленные вперёд, используемые некоторыми другими странами. Небольшому числу пионеров и некоторых унтер-офицеров немецкой армии были выданы штык-ножи с заострённым краем, известные как S или mS (mit Säge, нем. с пилой).
У первой модели рукоять была сделана из цельного куска дерева, который был обёрнут вокруг хвостовика. Эта версия называется аА, что означает «alte Art». (нем. старого типа). На рубеже веков немцы упростили и усилили штыковые хваты. Новый тип получил название nA (neue Art, нем. нового типа), а рукоять была сделана из двух половинок из дерева. Двухкомпонентные рукоятки были представлены в 1902 году.